# Grande Londra
La Grande Londra (in inglese Greater London) è, insieme alla Città di Londra, una delle due contee cerimoniali di Londra, in Inghilterra, Regno Unito.

## Territorio
Il territorio della contea della Grande Londra comprende 32 dei 33 borghi di Londra, escludendo quindi il nucleo storico, amministrato dalla Città di Londra, che, pur coprendo un'area di appena 2,9 km², svolge anche funzione di contea, avendo un proprio lord luogotenente e una propria forza di polizia, la City of London Police.

## Storia
La Contea cerimoniale della Grande Londra venne creata nel 1965, in sostituzione alla precedente Contea di Londra (di 303,12 km² e con 3 200 484 abitanti nel 1961), operativa dal 1889 al 1965, quintuplicandone la superficie. 
Il termine Greater London era però diffuso già da ben prima del 1965, poiché veniva utilizzato per indicare il territorio di competenza della Metropolitan Police Service, che andava oltre i confini amministrativi della Contea di Londra.

## Amministrazione
Il territorio della Grande Londra, essendo una contea cerimoniale, è rappresentato da un lord luogotenente e non ha alcuna funzione amministrativa. Il territorio è amministrato centralmente dalla Greater London Authority, composta dal sindaco di Londra e dalla London Assembly, mentre localmente è amministrato dai 32 consigli di borgo.